# Diplobatis pictus
Diplobatis pictus е вид хрущялна риба от семейство Narcinidae. Видът е световно застрашен, със статут Уязвим.

## Разпространение
Разпространен е в Бразилия, Венецуела, Гвиана, Суринам и Френска Гвиана.